# Авиаријум
Авиаријум (волијера) — већи, жичаном мрежом затворени, простор за птице који за разлику од кавеза, даје птицама већи животни простор где могу да лете; зато, се авиаријуми понекад зову и кавези за летење, а често су у њима биљке (жбуње нпр) да се симулира природна средина.